# Ủy ban Thường vụ Quốc hội
Uỷ ban thường vụ Quốc hội là cơ quan thường trực của Quốc hội Việt Nam, theo thường lệ họp mỗi tháng một lần.

## Tổ chức
Uỷ ban thường vụ Quốc hội gồm chủ tịch là Chủ tịch Quốc hội, một Phó Chủ tịch Thường trực và các Phó Chủ tịch, và các ủy viên.
Số thành viên Uỷ ban thường vụ Quốc hội do Quốc hội quyết định. Số Phó Chủ tịch Quốc hội và uỷ viên Uỷ ban thường vụ Quốc hội do Quốc hội quyết định tại kỳ họp thứ nhất của mỗi khoá Quốc hội. Tại kỳ họp thứ nhất của mỗi khoá Quốc hội, Uỷ ban thường vụ Quốc hội khoá trước giới thiệu danh sách để Quốc hội bầu Chủ tịch Quốc hội, các Phó Chủ tịch Quốc hội, các Uỷ viên Uỷ ban thường vụ Quốc hội khoá mới. Trong trường hợp khuyết thành viên thì Uỷ ban thường vụ Quốc hội báo cáo để Quốc hội quyết định việc bầu bổ sung.
Thành viên của Uỷ ban thường vụ Quốc hội làm việc theo chế độ chuyên trách và không thể đồng thời là thành viên của Chính phủ.
- Thông thường, Uỷ ban thường vụ Quốc hội sẽ gồm các thành viên sau:

1. Chủ tịch Quốc hội (Chủ tịch Ủy ban)
2. Các Phó Chủ tịch Quốc hội (đồng Phó Chủ tịch Ủy ban)
3. Chủ nhiệm Uỷ ban Tư pháp
4. Chủ nhiệm Uỷ ban Pháp luật
5. Chủ nhiệm Uỷ ban Đối ngoại
6. Chủ nhiệm Uỷ ban Kinh tế
7. Chủ nhiệm Uỷ ban Tài chính – Ngân sách
8. Chủ nhiệm Uỷ ban Khoa học, Công nghệ và Môi trường
9. Chủ nhiệm Uỷ ban Văn hóa, Giáo dục
10. Chủ nhiệm Uỷ ban Quốc phòng và An ninh
11. Chủ nhiệm Uỷ ban Xã hội
12. Tổng Thư ký Quốc hội, Chủ nhiệm Văn phòng Quốc hội
13. Trưởng Ban Công tác Đại biểu
14. Trưởng Ban Dân nguyện
15. Chủ tịch Hội đồng Dân tộc

## Nhiệm kỳ
Nhiệm kỳ của Ủy ban Thường vụ Quốc hội theo nhiệm kỳ của Quốc hội. Khi Quốc hội hết nhiệm kỳ, Ủy ban Thường vụ Quốc hội tiếp tục làm nhiệm vụ cho đến khi Quốc hội khóa mới bầu ra Ủy ban Thường vụ mới.

## Nhiệm vụ và quyền hạn
Theo điều 74 Hiến pháp nước Cộng hòa xã hội chủ nghĩa Việt Nam năm 2013 quy định Ủy ban Thường vụ Quốc hội có những nhiệm vụ và quyền hạn sau đây:
1. Tổ chức việc chuẩn bị, triệu tập và chủ trì kỳ họp Quốc hội;
2. Ra pháp lệnh về những vấn đề được Quốc hội giao; giải thích Hiến pháp, luật, pháp lệnh;
3. Giám sát việc thi hành Hiến pháp, luật, nghị quyết của Quốc hội, pháp lệnh, nghị quyết của Ủy ban Thường vụ Quốc hội; giám sát hoạt động của Chính phủ, Tòa án nhân dân tối cao, Viện kiểm sát nhân dân tối cao, Kiểm toán Nhà nước và cơ quan khác do Quốc hội thành lập;
4. Đình chỉ việc thi hành văn bản của Chính phủ, Thủ tướng Chính phủ, Toà án nhân dân tối cao, Viện kiểm sát nhân dân tối cao trái với Hiến pháp, luật, nghị quyết của Quốc hội và trình Quốc hội quyết định việc bãi bỏ văn bản đó tại kỳ họp gần nhất; bãi bỏ văn bản của Chính phủ, Thủ tướng Chính phủ, Toà án nhân dân tối cao, Viện kiểm sát nhân dân tối cao trái với pháp lệnh, nghị quyết của Ủy ban Thường vụ Quốc hội;
5. Chỉ đạo, điều hòa, phối hợp hoạt động của Hội đồng dân tộc và các Ủy ban của Quốc hội; hướng dẫn và bảo đảm điều kiện hoạt động của đại biểu Quốc hội;
6. Đề nghị Quốc hội bầu, miễn nhiệm, bãi nhiệm Chủ tịch nước, Chủ tịch Quốc hội, Phó Chủ tịch Quốc hội, Ủy viên Ủy ban Thường vụ Quốc hội, Chủ tịch Hội đồng Dân tộc, Chủ nhiệm Ủy ban của Quốc hội, Chủ tịch Hội đồng Bầu cử Quốc gia, Tổng Kiểm toán Nhà nước;
7. Giám sát và hướng dẫn hoạt động của Hội đồng nhân dân; bãi bỏ nghị quyết của Hội đồng nhân dân tỉnh, thành phố trực thuộc Trung ương trái với Hiến pháp, luật và văn bản của cơ quan nhà nước cấp trên; giải tán Hội đồng nhân dân tỉnh, thành phố trực thuộc Trung ương trong trường hợp Hội đồng nhân dân đó làm thiệt hại nghiêm trọng đến lợi ích của Nhân dân;
8. Quyết định thành lập, giải thể, nhập, chia, điều chỉnh địa giới đơn vị hành chính dưới tỉnh, thành phố trực thuộc Trung ương;
9. Quyết định việc tuyên bố tình trạng chiến tranh trong trường hợp Quốc hội không thể họp được và báo cáo Quốc hội quyết định tại kỳ họp gần nhất;
10. Quyết định tổng động viên hoặc động viên cục bộ; ban bố, bãi bỏ tình trạng khẩn cấp trong cả nước hoặc ở từng địa phương;
11. Thực hiện quan hệ đối ngoại của Quốc hội;
12. Phê chuẩn đề nghị bổ nhiệm, miễn nhiệm đại sứ đặc mệnh toàn quyền của Cộng hòa xã hội chủ nghĩa Việt Nam;
13. Tổ chức trưng cầu dân ý theo quyết định của Quốc hội.

### Bầu cử đại biểu Quốc hội
Ủy ban Thường vụ Quốc hội có quyền đề nghị Quốc hội bầu, miễn nhiệm, bãi nhiệm Chủ tịch Hội đồng bầu cử quốc gia.
Trong việc bầu cử đại biểu Quốc hội, Ủy ban Thường vụ Quốc hội có những nhiệm vụ và quyền hạn sau đây:
1. Thành lập Hội đồng bầu cử; ấn định ngày bầu cử và công bố chậm nhất là 90 ngày trước ngày bầu cử;
2. Ấn định số đơn vị bầu cử, số đại biểu được bầu của mỗi đơn vị bầu cử và công bố chậm nhất là 70 ngày trước ngày bầu cử;
3. Quyết định việc bầu cử bổ sung đại biểu Quốc hội, ngày bầu cử bổ sung và công bố chậm nhất là 30 ngày trước ngày bầu cử bổ sung; thành lập ban bầu cử bổ sung đại biểu Quốc hội;
4. Xem xét báo cáo của Hội đồng bầu cử, Ủy ban bầu cử bổ sung đại biểu Quốc hội về tình hình chuẩn bị việc tiến hành và kết quả cuộc bầu cử đại biểu Quốc hội; khi cần thiết cử đoàn đi kiểm tra việc bầu cử tại các địa phương.

### Giám sát hoạt động và tổ chức của Chính phủ
Đối với hoạt động và tổ chức của Chính phủ, Ủy ban Thường vụ Quốc hội có những nhiệm vụ và quyền hạn sau đây:
1. Xem xét báo cáo của Chính phủ trong thời gian Quốc hội không họp; yêu cầu thành viên của Chính phủ trực tiếp đến báo cáo, báo cáo bằng văn bản hoặc cung cấp tài liệu khi xét thấy cần thiết;
2. Huỷ bỏ các văn bản của Chính phủ, Thủ tướng Chính phủ trái với pháp lệnh, Nghị quyết của Ủy ban Thường vụ Quốc hội; đình chỉ việc thi hành các văn bản của Chính phủ, Thủ tướng Chính phủ trái với Hiến pháp, Luật, Nghị quyết của Quốc hội và trình Quốc hội huỷ bỏ các văn bản đó tại kỳ họp gần nhất;
3. Trong thời gian Quốc hội không họp, phê chuẩn đề nghị của Thủ tướng Chính phủ về việc bổ nhiệm, miễn nhiệm, cách chức Phó Thủ tướng, Bộ trưởng, các thành viên khác của Chính phủ. Nghị quyết phê chuẩn được gửi đến Chủ tịch trong thời hạn 7 ngày. Việc phê chuẩn phải được báo cáo với Quốc hội tại kỳ họp gần nhất.

### Đối với hoạt động của các đại biểu Quốc hội
Ủy ban Thường vụ Quốc hội có nhiệm vụ xem xét quyết định việc điều chuyển đại biểu từ đoàn tỉnh này sang đoàn tỉnh khác khi đại biểu chuyển công tác và xem xét đề nghị của Viện trưởng Viện Kiểm sát Nhân dân tối cao về việc bắt, giam, giữ, khởi tố đại biểu Quốc hội.

## Hoạt động
Ủy ban Thường vụ Quốc hội tổ chức và hoạt động theo nguyên tắc tập trung dân chủ, làm việc theo chế độ tập thể, quyết định theo đa số.
Hiệu quả hoạt động của Ủy ban Thường vụ Quốc hội được bảo đảm bằng hiệu quả của các phiên họp của Ủy ban Thường vụ Quốc hội, hoạt động của Chủ tịch Quốc hội, các Phó Chủ tịch Quốc hội, các Ủy viên Ủy ban Thường vụ Quốc hội, cùng với sự tham gia của Hội đồng dân tộc và các Ủy ban của Quốc hội.

## Ảnh hưởng củaĐảng Cộng sản Việt Nam

### Đảng đoàn Quốc hội
Đảng đoàn Quốc hội là một đảng bộ của Đảng Cộng sản Việt Nam trong Quốc hội, gồm các đảng viên nắm vai trò trọng yếu trong Quốc hội như Chủ tịch, Phó Chủ tịch, Ủy viên Ủy ban Thường vụ Quốc hội. Đảng đoàn Quốc hội chịu sự lãnh đạo, chỉ đạo trực tiếp của Bộ Chính trị, Ban Bí thư. Các chức vụ Bí thư, Phó Bí thư và các Ủy viên Đảng đoàn đều do Bộ Chính trị chỉ định. Đảng đoàn Quốc hội có các nhiệm vụ:
1. Lãnh đạo việc chuẩn bị, trình Quốc hội những nội dung thuộc thẩm quyền quyết định của Quốc hội; việc thực hiện nhiệm vụ, quyền hạn của Ủy ban Thường vụ Quốc hội theo quy định của Hiến pháp, pháp luật, nhất là về các vấn đề: tổ chức và hoạt động của Quốc hội; rút ngắn và kéo dài nhiệm kỳ Quốc hội; chủ trì các cuộc bầu cử đại biểu Quốc hội; công bố tình trạng khẩn cấp, tổng động viên, chiến tranh và hoà bình của đất nước.
2. Lãnh đạo việc chuẩn bị và báo cáo, xin ý kiến Bộ Chính trị, Ban Bí thư về những vấn đề lớn, còn có ý kiến khác nhau và những vấn đề phức tạp, nhạy cảm thuộc chức năng, nhiệm vụ, thẩm quyền quyết định của Quốc hội, Ủy ban Thường vụ Quốc hội.
3. Lãnh đạo việc dự kiến nhân sự của Quốc hội và các cơ quan của Quốc hội thuộc diện Bộ Chính trị, Ban Bí thư quản lý.
4. Lãnh đạo việc xây dựng và thực hiện chế độ, chính sách cụ thể và việc bảo đảm các điều kiện hoạt động của Quốc hội, các cơ quan của Quốc hội và đại biểu Quốc hội.

(Trích Quyết định số 223-QĐ/TW ngày 15-5-2009 của Bộ Chính trị)

### Ảnh hưởng
Tính đến ngày 19 tháng 5 năm 2018, Đinh Thế Huynh đã hai năm không tham gia các hoạt động của Quốc hội. Tuy nhiên, ông không bị Ủy ban Thường vụ Quốc hội Việt Nam khóa XIV cho thôi nhiệm vụ đại biểu vì theo giải thích của ông Nguyễn Hạnh Phúc (Tổng Thư ký Quốc hội Việt Nam khóa XIV, Ủy viên Ủy ban Thường vụ Quốc hội khóa XIV, Ủy viên Đảng đoàn Quốc hội) thì "Ông Đinh Thế Huynh là cán bộ thuộc Bộ Chính trị quản lý, khi nào cơ quan có thẩm quyền quản lý cán bộ có ý kiến thì Ủy ban Thường vụ Quốc hội sẽ tiến hành xem xét."